# Springfield (Kentucky)
Springfield város az Amerikai Egyesült Államok Kentucky államában, Washington megyében, melynek megyeszékhelye is. Lakosainak száma 2846 fő (2020. április 1.).

## Népesség
A település népességének változása:

| 2010 | 2 519 |
| 2020 | 2 846 |